# Kampung Tinggi
Kampung Tinggi is een bestuurslaag in het regentschap Aceh Selatan van de provincie Atjeh, Indonesië. Kampung Tinggi telt 566 inwoners (volkstelling 2010).